# Hufrehe
Die Hufrehe (Laminitis) ist eine bei Huftieren auftretende Krankheit. Es handelt sich um eine aseptische diffuse Entzündung der Huflederhaut, wobei sich die Hufkapsel von der Lederhaut ablöst. Die akute Hufrehe ist ein Notfall und bedarf der sofortigen Behandlung; in Extremfällen kann es zum Ausschuhen kommen. Die chronische Rehe kann zu einer Hufbeinrotation führen.

## Ursachen
Eine Hufrehe kann durch mehrere Ursachen bedingt sein. Ihnen ist gemeinsam, dass sie zu einer Störung der Mikrozirkulation des Blutes im Bereich der Huflederhaut führen.
Die Belastungsrehe entsteht durch Überbelastung des Hufes. Sie wird vor allem durch langes Laufen auf harten Böden ausgelöst (Marschrehe) oder durch Überlastung eines Hufes z. B. nach der Ruhigstellung des gegenüber liegenden Beines. Auch lange Stallphasen können aufgrund der dadurch ausgelösten Störung der Blutzirkulation zu einer Rehe führen (Stallrehe).
Die Futterrehe ist die am weitesten verbreitete Hufrehe und wird durch falsche Fütterung verursacht. Eine kohlenhydratreiche Nahrung fördert das Entstehen von Stoffwechselstörungen. Strukturlose, kohlenhydratreiche Futtermittel (z. B. Getreide) führen zu einer explosionsartigen Vermehrung der Streptokokken (kohlenhydratspaltenden Bakterien) im Dickdarm und zu einer massiven Freisetzung von Milchsäure. Diese verursacht ein Massensterben der rohfaserverdauenden Bakterien, eine Freisetzung von Giftstoffen (Endotoxine) und eine Übersäuerung im gesamten Organismus. Ähnlich können bei der Rehe durch Wasseraufnahme durch Aufnahme größerer Mengen kalten Wassers vermutlich die Darmflora geschädigt und Endotoxine freigesetzt werden. Entgegen früheren Annahmen führt eine erhöhte Eiweißgabe nicht zu Hufrehe.
Eine Geburtsrehe (Pododermatitis puerperalis toxica acuta) kann durch Verbleiben von Kleinstteilen der Nachgeburt in der Gebärmutter entstehen (Nachgeburtsverhaltung). Hierbei kommt es zu einer bakteriellen Zersetzung und der Aufnahme von Endotoxinen in die Blutbahn.
Bei der Vergiftungsrehe werden im Darm ähnliche Vorgänge wie bei der Futterrehe ausgelöst. Vergiftungen können entstehen bei Aufnahme von Giftpflanzen wie z. B. Wicken, Robinie, Rizinus und Eicheln sowie durch Herbizide, Fungizide, Pestizide, Schimmelpilze, Pilzsporen und Schlangenbiss. Gelegentlich sind aber auch Impfungen und Wurmkuren die Auslöser einer Vergiftungsrehe, wenn ein massiver Parasitenbefall vorlag und große Parasitenzahlen absterben. Hier besteht eine Inkubationszeit von 2 bis 21 Tagen.
Bestimmte Medikamente können die Ursache für eine Medikamentenrehe sein. Unter besonderem Verdacht stehen Cortisonpräparate.
Eine Rehe kann auch als Folge- oder Begleitkrankheit beim Cushing-Syndrom, Schilddrüsenerkrankungen, Zyklusstörungen der Stute (Dauerrosse oder ausbleibende Rosse), Koliken (Vergiftung durch Dickdarmgärung) und Darmentzündung infolge von Durchfallerkrankungen sowie als Folge einer Hyperlipidämie (erhöhte Blutfette) oder Kreuzverschlags entstehen. Auch Strom- oder Blitzschlag können eine lokale Entzündung und damit eine Rehe hervorrufen.

## Pathogenese

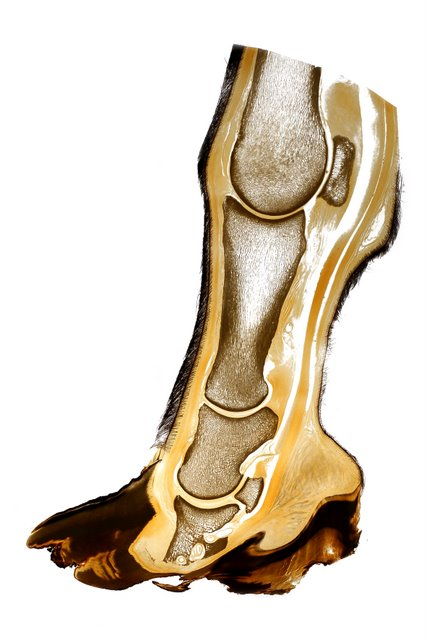
Scheibenplastinat Hufrehe mit Abbau von Knochensubstanz im Hufbein

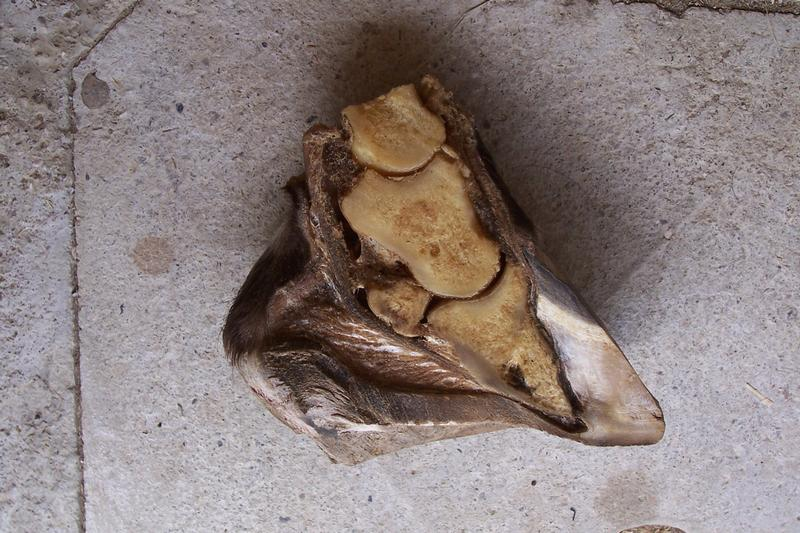
Querschnitt einer fortgeschrittenen Hufbeinrotation

Im Huf kommt es pathogenetisch zu einer Entzündung, bei der es zu einer lokalen Durchblutungsstörung mit Austritt von Gewebsflüssigkeit und festen Bestandteilen (Blutkörperchen) aus den Blutgefäßen der Lederhautblättchen kommt. Es kommt zu einer Ödembildung und Schwellung. Dieser Flüssigkeitsaustritt verursacht durch die fehlende Ausdehnungsmöglichkeit im Huf hochgradige Schmerzen. Darüber hinaus fördert der Flüssigkeitsaustritt den Ablösungsprozess der reißverschlussartig ineinander greifenden Lederhautblättchen (innen) von den Oberhautblättchen (außen).
In der Frühphase führt eine Adrenalinausschüttung zu einer Verengung der Arteriolen mit einer (nur wenige Sekunden bis Minuten dauernden) Minderdurchblutung. In der 2. Phase löst sich der Arteriolenspasmus unter dem Einfluss des vegetativen Nervensystems, woraus eine lokale Blutfülle (Hyperämie) resultiert. Schließlich führen sog. Mediatoren zur Verengung der Venolen mit Blutstau (Stase), die mit Sludge-Phänomen, Thrombozytenaggregation, Thrombose, Permeabilitätsstörung und Exsudation einhergeht.
Bei Bestehen einer Entzündung über 48 Stunden spricht man von chronischer Rehe. Folgen können ein Absinken des Hufbeins in die Kapsel, eine Rotation des Hufes um das Hufgelenk, wobei die Hufbeinspitze zum Boden hin tendiert, oder die Kombination der beiden Varianten sein.
Bei schwerer Rehe übt die Hufbeinspitze starken Druck auf die Sohle aus. Die Hufbeinspitze weicht dem Druck von unten aus, indem sie sich verformt (Skispitze) bzw. in dem sich Knochensubstanz abbaut. In noch schwereren Fällen bricht die Hufbeinspitze durch die Sohle (Hufbeindurchbruch).
Das Endstadium bildet das Ausschuhen, bei dem sich die Hufkapsel komplett ablöst. Von der Mehrheit der Tierärzte wird in diesem Stadium ein Erlösen des Tieres angeraten. Auch hier ist Heilung theoretisch möglich. Bei der herkömmlichen Behandlung muss das Pferd jedoch dazu bis zu 2 Jahre seines Lebens überwiegend liegend und hängend verbringen. Der Erfolg der Therapie kann nicht garantiert werden.

## Symptome
Zu Beginn ist ein eher kühlerer Huf als im Normalzustand feststellbar. Da dieser Zustand nur im Minutenbereich liegt, wird dieses erste Symptom jedoch nur selten bemerkt. Wenn bereits eine Entzündung eingetreten ist, wird ein wärmerer Huf beobachtet. Der Kronrand ist leicht geschwollen. Die Pferde zeigen einen klammen, verhaltenen Gang, d. h. die Schritte werden kurz und flach, später steif. Die Steifigkeit der Bewegungen wird beim engen Wenden des Pferdes besonders deutlich. Eine erhöhte Pulsation der Zehenarterien kann an der Hinterseite des Fesselkopfs ertastet werden. Beim Abtasten der Sohle mit der Hufuntersuchungszange zeigt sich eine erhöhte Schmerzhaftigkeit.
Sind alle vier Beine oder nur die Vorderbeine von der Rehe betroffen, stellt das Pferd die Hinterbeine nach vorn unter den Bauch und verlagert das Gewicht auf die Hinterhand und auf die Trachten (Ballenfußung). Sind die Hinterbeine erkrankt, bringt das Pferd die Vorderbeine weit nach hinten unter den Bauch, senkt als Gegengewicht den Kopf und belastet die Hinterhufe abwechselnd. Ist nur ein Bein betroffen, wird dieses hochgehalten.
Als Zeichen der Allgemeinstörung kommt es zu einer Erhöhung der Atem- (normal 8–16/min in Ruhe) und Pulsfrequenz (normal 30–44/min), eventuell tritt Fieber (>38,4 °C) auf. Weitere Anzeichen sind häufiges Liegen, Schmerzen, Angstzustände und Unruhe.
Die akute Hufrehe wird nach einem Vierstufenmodell eingeteilt:
- Grad 1: In der Ruhe hebt das Pferd die Hufe ständig abwechselnd. Im Schritt ist keine Lahmheit zu erkennen, im Trab ist der Gang kurz und steif.
- Grad 2: Das Pferd geht im Schritt zwar willig, aber steif vorwärts. Das Aufheben eines Fußes ist ohne Schwierigkeiten möglich.
- Grad 3: Das Pferd bewegt sich äußerst widerwillig und wehrt sich heftig gegen den Versuch, einen Fuß aufzuheben.
- Grad 4: Das Pferd weigert sich, sich zu bewegen. Es ist nur durch Zwang zum Laufen zu bringen. Eventuell wird auch das Fressen durch zu große Schmerzen eingestellt.

## Sofortmaßnahmen
Die sofortige Verständigung eines Tierarztes hat bei der Rehe oberste Priorität.
Ideal ist das sofortige und anhaltende Kühlen der befallenen Hufe mit blankem Eis (Eiswürfel). Dem Pferd wird zuvor eine Socke übergezogen und diese mit Eis – bis über den Kronrand – aufgefüllt. Versuche haben gezeigt, dass das Pferd auch durch lang anhaltende Kryotherapie keinerlei Erfrierungen erleidet. Einmal angefangen darf der Kühlprozess jedoch nicht unterbrochen werden. Das Pferd ist dann aus dem akuten Hufreheschub, wenn keine Pulsation in der Fesselbeuge mehr zu verspüren ist. Mit dieser Methode können Pferde, welche unter einem akuten Hufreheschub leiden, innerhalb 48–72 Stunden aus der Akutphase herausgeführt werden. Das Kühlen mit Leitungswasser genügt nicht, da die Temperatur von Leitungswasser nicht tief genug ist. Studien von Christopher Pollitt / Andrew van Eps der University of Queensland (Australien) haben gezeigt, dass mit Temperaturen von 2° Celsius und weniger die besten Erfolge erzielt werden können. Bei empfindlichen Pferden ist die Fesselbeuge mit Vaseline vor Mauke zu schützen.
Nach Absprache mit dem Tierarzt kann, falls dessen Eintreffen durch andere Notfälle noch mehrere Stunden dauert, Acetylsalicylsäure verabreicht werden.
Eine sofortige Futterumstellung ist bei allen Arten der Rehe zu empfehlen, also nicht nur bei der Futterrehe. Es sollte nur Heu und eventuell Stroh verfüttert werden. In der Akutphase der Rehe und zur Prophylaxe empfiehlt es sich, Rauhfutter mit niedrigem Futterwert (geringe Fructankonzentration, z. B. Haferstroh und abgelagertes Heu) als Hauptnahrungsmittel einzusetzen oder die Heugabe zu verringern und durch Stroh zu ersetzen. Da sie einen erhöhten Energiebedarf haben, sollten hochtragende (9. bis 11. Monat) und säugende Stuten fettreiche Zusatzfuttermittel erhalten, da diese das Rehegeschehen nach neuesten Erkenntnissen nicht bedingen. Dem Enzym Bromelain (in Kiwis und Ananas) wird ebenfalls eine Schutzfunktion zugeschrieben.
Wenn möglich sollte das Pferd auf einen weichen Untergrund gestellt und Stress unbedingt vermieden werden. Falls ein Transport notwendig ist, können die Hufe mit Schwämmen oder Verbänden abgepolstert werden.

## Therapie durch den Tierarzt
Bei der akuten Rehe stehen Durchblutungsförderung und Schmerztherapie im Vordergrund. Hier werden zum Beispiel Acepromazin, Heparin (kann nachweislich die Entstehung von Rehe verhindern), Ginkgo biloba und Acetylsalicylsäure eingesetzt. Diuretika können im Frühstadium durch Entwässern Ödeme reduzieren. Begleitend können entgiftende (Lebertherapeutika) und nierenanregende Substanzen sowie homöopathische Mittel verabreicht werden, für die es aber keinen Wirkungsnachweis gibt.
Chronische Reheformen bedürfen der Abklärung der Veränderungen durch Röntgen- oder computertomographische Aufnahmen.

### Rehegipse
Es gibt drei Typen von Rehegipsen. Der Sinn liegt in der völligen Entlastung der schmerzenden, geschädigten Zehe durch Gewichtsverlagerung auf den Trachtenbereich und der Entgegenwirkung des Zugs der tiefen Beugesehne, um die damit verbundene Drehung des Hufbeins zu verhindern oder aufzuhalten.
1. Der untere Rehegips wird ausschließlich auf den Huf bei leichter Rehe aufgebracht, mit den oben beschriebenen Vorteilen. Er kann problemlos direkt zur Soforttherapie im Stall angebracht werden.
2. Der mittlere Rehegips zieht bereits den Fesselkopf zum Tragen der Körperlast heran. Dabei wird zur unteren Unterstützung des Hufes der Gips um den gesamten Huf bis hinauf zum Fesselkopf verlegt.
3. Der hohe Rehegips wird bei noch schwereren Reheveränderungen nötig. Dieser wird bis unterhalb des Vorderfußwurzelgelenkes angebracht, um eine bessere Verteilung der Traglast zu erreichen. Der mittlere und hohe Rehegips können und sollen nur unter Klinikbedingungen angebracht werden, da dies eine schwierige, absolute Genauigkeit und eine Aufhängevorrichtung oder mehrere starke Aufhalter und sofort erreichbares Spezialwerkzeug zum eventuellen Abnehmen des nicht korrekt sitzenden Gipses nötig macht.

Rehegipse stellen hohe Anforderungen an alle Beteiligten. Druckveränderungen unter der Sohle können unbemerkt und unversorgt bleiben, Scheuerstellen mit Infektionsgefahr können durch den Gips verursacht werden und das absolut wichtige Kühlen der Zehe ist so nicht oder nur schwer möglich. Zudem entsteht eine zusätzliche Verletzungsgefahr durch Stolpern. Außerdem soll die Struktur eines Rehegipses besonders beim mittleren und hohen Rehegips nicht überfordert werden, sonst besitzt er nach kurzer Zeit nicht mehr die stützende Funktion in der gewünschten Form, da er das ganze Gewicht des Pferdes trägt.

### Aderlass und Blutegeltherapie
Beim Aderlass werden Mengen von bis zu 5 Liter Blut abgenommen, die abhängig von Größe und Gewicht des Pferdes sind. Berechnet wird die richtige Menge wie folgt: 9 % des Körpergewichtes beim Pferd ist Blut, 10 % von dieser Blutmenge können abgenommen werden. Allerdings wird die Blutabnahme in der Regel an der mengenmäßigen Untergrenze gehalten, um das Risiko eines Kreislaufkollapses zu vermeiden. Der genaue Wirkmechanismus ist unbekannt.
Ein weiteres sogenanntes ganzheitliches Verfahren zur Behandlung der Rehe ist die lokale Anwendung von Blutegeln. Hierbei werden mindestens vier Blutegel am Kronrand entlang des betroffenen Hufes gesetzt.
Für beide Verfahren liegt kein wissenschaftlicher Wirkungsnachweis vor.

## Behandlung durch verschiedene Hufbearbeiter (Hufschmied, Hufpfleger, Huforthopäde, Huftechniker, Hufheilpraktiker)
Der Hufschmied übernimmt das Abnehmen der Eisen, falls dies durchführbar ist, die Herstellung einer schwebenden Zehe, das Kürzen bzw. Erhöhen der Trachten, das Einfräsen von Dehnungsfugen, die Anfertigung einer punktuellen Bohrung, das Entfernen des Narbenhorns und die Anbringung eines Rehebeschlages.

### Kürzen oder Erhöhen der Trachten
Dies ist eines der größten Streitthemen in Bezug auf Hufrehe. Die einen fordern das sofortige Hochstellen der Trachten ab der Akutphase bis zur vollständigen Ausheilung. Die anderen plädieren für ein Kürzen der Trachten in mehr oder minder starkem Maße.
Für eine Trachtenerhöhung spricht, dass der Zug der tiefen Beugesehne vermindert und die Belastung in die weniger erkrankten Gefäß- und Wandlederhautbereiche der Trachten verlagert wird. Gegner der Trachtenerhöhung führen die Richtungsänderung der Hufbeinspitze nach unten, eine erhöhte Belastung des Aufhängeapparats und Hufbeinträgers und den reduzierten Hufmechanismus und die damit herabgesetzte Durchblutung des Hufes an.
Für eine Trachtenkürzung spricht die Gewichtsverlagerung auf die Trachten, die dem natürlichen Verhalten eines Rehepferdes entgegenkommt und deren korrekte anatomische Form aus den vom Menschen unbehandelten Pferdehufen wildlebender Pferde abgeleitet werden kann. Die Kürzung der Trachten führt zu einem bodenparalleleren Hufbein, die Gewichtsverlagerung auf die gekürzten Trachten verstärkt den Hufmechanismus und fördert so die bessere Durchblutung und Heilung der erkrankten Huflederhaut.

### Keile
Die Verwendung von Keilen ist umstritten, sie weisen eine Reihe von Nachteilen auf.
Sogenannte Aufschweißkeile führen zur Gewichtssteigerung des Beschlages speziell im Trachtenbereich und bewirken somit oft eine deutliche Tendenz zur Trachtenfußung. Allerdings erhöhen sie den punktuellen Druck auf die Trachten bei Belastung und die Verformung derselben (untergeschobene Trachten).
Einlegekeile haben ebenfalls negative Auswirkungen. Die nachwachsenden Trachten drücken sich in den Plastikkeil ein. Das Einsinken der Trachten in das Keilmaterial ist eine mechanische Bremse für den Hufmechanismus. Vor allem bei harten Hornqualitäten können Zusammenhangstrennungen des Hornes wie Spalten, hohle und lose Wände auftreten.

### Die Resektion der dorsalen Hufwand
Beim Ausschneiden eines Rehehufes sind umfangreiche Korrekturmaßnahmen erforderlich, überschüssiges Hufhorn muss entfernt werden. Das Ziel der dorsalen Hufwandresektion ist, das Wachstum des neugebildeten Horns so nah wie möglich parallel zum Hufbein wachsen zu lassen.

### DieschwebendeZehe
Während des Heilungsprozesses sollte die Belastung der geschädigten Zehe vermieden werden. Am einfachsten ist dies zu erreichen, indem die vordere Zehenwand im rechten Winkel abgenommen wird. Dies kann auch durch ein an dieser Stelle Luft lassendes Eisen geschehen, nicht aber durch verkehrt herum aufgenagelte Eisen. Als Mindestmaß gelten 3 mm Schwebe, 5 mm sind ideal.

### Dehnungsfugen und punktuelle Bohrungen
Beide Methoden, das Einfräsen von Dehnungsfugen (zwei Fugen die von ca. 1 cm unterhalb des Kronrandes bis zur Sohle reichen) und die punktuelle Bohrung (Einfräsung eines Loches unterhalb des Kronrandes) dienen der Druckminderung. Das Horn wird bis an die Lederhaut heran entfernt, und gegebenenfalls mit einer sterilen Kanüle angestochen. Dadurch kann die angestaute Flüssigkeit entweichen, es tritt sofort eine Schmerzlinderung ein und das Lösen der Verzahnung zwischen Lederhaut- und Oberhautblättchen wird reduziert.

### Barhufbearbeitung nach Straßer
Die Methode der Hufbearbeitung nach Hiltrud Straßer gehört nicht zur evidenzbasierten Medizin. Die Barhufbearbeitung nach Straßer führt die überwiegende Anzahl an Huferkrankungen wie die Hufrehe, die Hufrollenentzündung, Lahmheiten unklarer Genese, Stellungsfehler der Gelenke des Pferdebeines sowie diverse Stoffwechselerkrankungen, in einer Vielzahl der Fälle auf eine anatomisch nicht korrekte Hufform und die negativen Folgen des Hufbeschlags zurück.
Die Therapie der Hufrehe nach Straßer erfolgt durch den Versuch des Wiederherstellens einer guten Nährstoffversorgung der Huflederhaut durch Abnahme des Hufeisens sowie anatomisch korrekten Ausschnitt des Hufes, welcher den Hufmechanismus wieder erleichtern und somit der Heilung des geschädigten Gewebes dienen soll. Die Verwendung von Schmerzmitteln wird in den meisten Fällen als nicht zweckdienlich erachtet, da diese gemäß Straßer zu verminderter Durchblutung führen und außerdem den körpereigenen Schmerzregelkreis ausschalten, so dass das neu gebildete Gewebe sofort wieder überlastet wird. Im Gegensatz zur traditionellen Therapie, bei der in der Regel Boxenruhe verordnet wird, gehört bei Straßer die freie Bewegung des rehekranken Pferdes zur Therapie, da diese als Voraussetzung für einen erfolgreichen Heilungsprozesse angesehen wird.
Die Straßermethode ist umstritten. Auf alle Fälle ist es auch hier unumgänglich, vor der ersten Behandlung der Hufe eine umfassende Beurteilung mit Röntgenbildern von einem Tierarzt einzuholen.

### Rehebeschlag
Bei Rehebeschlag werden verschiedene Formen von Hufeisen verwendet. Alternativ können Kunststoffbeschlag, Klebeschuhe, Kunsthorn oder anschnallbare Hufschuhe verwendet werden.

## Bewegung rehekranker Pferde
Befürworter führen die durchblutungsfördernde Wirkung der Bewegung unter Herdenzwang durch Artgenossen an. Auch die Zwangsbewegung von jeweils 10 Minuten pro Stunde auf weichem Boden im Schritt während der ersten 24 Stunden wird in manchen Werken empfohlen. Die Gegner warnen jedoch vor der mechanischen Einwirkung auf den ohnehin geschädigten Aufhängeapparat und den daraus resultierenden irreparablen Schäden. Auch wird die natürliche Schutzfunktion des Schmerzes angeführt, die verhindert, dass das Pferd den erkrankten Huf belastet. Die Mehrheit der hufrehebehandelnden Tierärzte fordert ein absolutes Ruhigstellen von Anfang an.

## Heilungschancen
Die Heilungschancen sind immer vom Grad der Erkrankung abhängig, eine umfassende Untersuchung durch einen Tierarzt ist also unabdingbar. Das Alter, Begleiterscheinungen, Vor- und Zusatzerkrankungen, das Gangvermögen vor und nach der Reheerkrankung spielen ebenfalls eine Rolle. Gegebenenfalls kann man sich durch das Einholen einer Zweitmeinung zusätzliche Sicherheit verschaffen. Auch ein Hufschmied, der auf diesem Gebiet Erfahrung besitzt, ist ein guter Ansprechpartner.
Das Narbenhorn, als Verbreiterung der weißen Linie, bildet bei durchstandener Hufrehe einen lamellären Keil zwischen Lederhaut und der Hufaußenwand. Wird diese Verbreiterung nach und nach schmäler, heißt das, dass der lamelläre Keil herauswächst und das Hufbein wieder annähernd seine ursprüngliche (unrotierte) Position einnimmt. Bei schwerer Rehe sinkt das Hufbein so weit in die Hufkapsel ab, dass starker Druck auf die Sohle ausgeübt wird. Dies führt dann zu einer Wölbung der Sohle nach unten (Vollhuf).
Anhand sogenannter Reheringe können Krankheitsbeginn und weiterer Verlauf bestimmt werden. Der Krankheitsbeginn wird als ausgedehnte Rinne sichtbar, das Horn darüber, welches sonst in parallel zueinander stehenden Ringen herunterwächst, läuft nun im Bereich der Trachten auseinander. Ist die Rehe überstanden, wird dies auch an wieder normal herunterwachsenden Ringen erkennbar. Dies geschieht jedoch nur, wenn eine umfassende, kontinuierliche Therapie vollzogen wird.
Bei einer Hufbeinrotation von bis zu 5,5° ist eine normale Einsatzfähigkeit des Pferdes sehr wahrscheinlich, bei einer Rotation von 5,5–11,5° ist dies nicht mehr so sicher und bei einer Rotation von über 12° erscheint ein zukünftiger Einsatz als Reitpferd als unwahrscheinlich.
Die Experten machen die Frage der Prognose für ein rehekrankes Pferd (und damit die Frage nach der späteren Reitbarkeit) nicht so sehr vom Grad der Hufbeinrotation, sondern von den Veränderungen im Lebensumfeld des Pferdes nach Auftreten der Rehe abhängig. Nach dieser schulmedizinisch nicht anerkannten Methode soll es möglich sein, ein gesenktes oder im zweiten und dritten Grad rotiertes Hufbein wieder mit einer gesunden und stabilen Aufhängung am Wandhorn zu verankern, wenn die negativen Umweltfaktoren im Lebensraum des Pferdes beseitigt werden. Hierzu zählen: falsche Hufbearbeitung jeglicher Art (ob Beschlag oder Barhuf), fehlende Herdenhaltung (wobei ein rangniedriges Pferd nicht von den anderen gejagt werden sollte), mangelnde kontrollierte Bewegungsanreize, Boxenhaltung.
Der Heilungsprozess kann sich in Abhängigkeit von der Vorschädigung und des Krankheitsverlaufes über Monate und ggf. Jahre hinziehen, ein vollständiges Ausheilen der Erkrankung ist bei entsprechend konsequentem Verhalten des Besitzers und regelmäßigen Korrekturen des erkrankten Hufes mit guter Prognose möglich. Die Schulmedizin geht jedoch davon aus, dass ein rehekrankes Pferd aufgrund der Schmerzen in der Huflederhaut nicht normal auffußt und dadurch selbst zu einer Verschlimmerung der Erkrankung beiträgt.

## Vorbeugung
Durch artgerechte Haltung wie ausreichende Bewegungsfreiheit auf einer entsprechend großen Fläche und Gruppenhaltung sowie Vermeidung von Stress und tägliche Hufpflege lassen sich einige auslösende Faktoren vermeiden. Zum Schutz vor Vergiftungsrehe sollten Giftpflanzen und Pilze von den Weiden entfernt werden.
Zur Prophylaxe der Geburtsrehe darf die Nachgeburt nicht herausgezogen werden und nach ihrem Abgang ist sie auf Vollständigkeit zu prüfen. Ist diese Ablösung der Nachgeburt nicht innerhalb von 2 Stunden geschehen, sollte ein Tierarzt verständigt werden.
Zur Vermeidung einer Belastungsrehe sollten Trab und Galopp auf harten Untergründen vermieden werden. Nach längeren oder anstrengenden Ausritten und Transporten können die Beine gekühlt oder mit Franzbranntwein oder speziellen Gels eingerieben werden. Zur Vorbeugung vor Stallrehe bei einseitiger Überbelastung wird das Bandagieren des strapazierten Beines empfohlen. Gegebenenfalls kann ein kurzfristiges Aufhängen des Pferdes in einer entsprechenden Halterung sinnvoll sein.
Zur Prophylaxe der Futterrehe ist Übergewicht unbedingt zu vermeiden. Es sollte stets rohfaserreiches Futter wie abgelagertes Heu und Haferstroh bevorzugt werden. Bei Zufütterung von Silage ist die Zusammensetzung des Frischgrases von Bedeutung, da Gräser wie Weidelgras und Klee einen hohen Anteil an wasserlöslichen Kohlenhydraten und somit auch an Fructan besitzen, die für die Entstehung von Futterrehe verantwortlich sind. Weidegras unterliegt tages- und jahreszeitlichen Schwankungen. Überständiges Gras ist für Rehepferde am besten geeignet. Entsprechend dem Nährwertgehalt der Weide sollten Weidefläche und Weidezeiten mit den Bedürfnissen des Pferdes abgestimmt werden. Neues Futter sollte zunächst in kleinen Mengen gegeben werden, eine Futterumstellung muss immer langsam erfolgen.